# Acid béo chuỗi rất dài
Acid béo chuỗi rất dài (ABCRD) là các acid béo với 22 hoặc nhiều hơn nguyên tử các-bon. Quá trình sinh tổng hợp diễn ra trong mạng lưới nội chất. Các ABCRD có thể đại diện lên tới một vài phần trăm tổng số acid béo của một tế bào.
Không giống như hầu hết các a xít béo, các ABCRD quá dài và lớn để có thể được chuyển hoá trao đổi chất trong ty thể, trong mạng lưới nội chất của thực vật và do đó phải được chuyển hoá trong các peroxisome.
Một số chứng bệnh liên quan đến peroxisome, ví dụ như bệnh ALD (loạn dưỡng tuyến thượng thận) và hội chứng Zellweger, có thể được liên hệ với sự tích tụ các ABCRD.
Các enzym sản sinh ra ABCRD là mục tiêu của các thuốc diệt cỏ bao gồm cả pyroxasulfone.

## Các ABCRD chính yếu
Một số các ABCRD bão hoà chủ yếu: Acid lignoceric (C24), acid cerotic (C26), acid montanic (C28), acid melissic (C30), acid lacceroic (C32), acid ghedoic (C34), và acid béo chuỗi lẻ acid ceroplastic (C35).  Một vài ABCRD chưa bão hoà cũng được biết tới: acid nervonic (Δ15-24:1), acid ximenic (Δ17-26:1), và acid lumequeic (Δ21-30:1).